# 서부땃쥐쥐
서부땃쥐쥐(Pseudohydromys occidentalis)는 쥐과에 속하는 설치류의 일종이다. 인도네시아 서파푸아와 파푸아뉴기니에서 발견된다.